# Clarence White
Clarence White, nato Clarence Joseph LeBlanc (Lewiston, 7 giugno 1944 – Palmdale, 14 luglio 1973), è stato un chitarrista statunitense.

## Biografia
Nato in Maine, aveva altri due fratelli musicisti: il mandolinista Roland White e il suonatore di banjo Eric White Jr. Insieme a suo fratello Ronald e ad altri musicisti ha fatto parte del gruppo Kentucky Colonels negli anni '60.
Negli anni '60 e '70 ha spesso lavorato come sessionman, collaborando con The Everly Brothers, Joe Cocker, Ricky Nelson, Pat Boone, The Monkees e molti altri. Nella seconda metà degli anni '60, insieme tra gli altri a Gene Parsons, è stato attivo nel gruppo Nashville West.
Dal 1968 al 1973 è stato membro dei The Byrds, anche se aveva già lavorato col gruppo in precedenza in qualità di turnista. Ha preso parte alle registrazioni degli album Dr. Byrds & Mr. Hyde (1969), Ballad of Easy Rider (1969), (Untitled) (1970), Byrdmaniax (1971), Farther Along (1971), Live at the Fillmore - February 1969 (2000) e Live at Royal Albert Hall 1971 (2008).
Nel 1973 ha preso parte alla formazione del gruppo Muleskinner, di cui facevano parte tra gli altri anche Richard Greene, David Grisman e John Guerin.
È morto a soli 29 anni dopo essere stato investito da un automobilista ubriaco alla fine di un concerto in California.

## Discografia
- 2003 - 33 Acoustic Guitar Instrumentals (registrato nel 1962)
- 2003 - Tuff & Stringy Sessions 1960–1968 (raccolta di sessioni in studio)
- 2006 - Flatpick (registrazioni del periodo 1964-1973)
- 2008 - White Lightning (registrazioni del periodo 1962-1972)